# Pic d'Alba
El Pic d'Alba és una muntanya de 3.107 m d'altitud, amb una prominència de 92 m, que es troba al massís de la Maladeta, al Pirineu central.